# Margareta Veroni
Margareta Veroni (Carrara, 1954) è un'attrice ed ex modella italiana, vincitrice del concorso di bellezza Miss Italia nel 1973.

## Biografia
È stata incoronata Miss Italia nel 1973 a Vibo Valentia. La Veroni dopo la vittoria preferì dedicarsi agli studi universitari, infatti per la Veroni  l'esperienza del concorso rimane l'unica nel mondo dello spettacolo e della moda, ad esclusione della partecipazione al film Labbra di lurido blu del 1975.